# Adolf Aguiló Bort
Adolf Aguiló Bort (Alcanar, Montsià, 2 de febrer de 1974) és un atleta veterà i corredor de curses de muntanya català.
Membre de la Agrupació Excursionista d'Alcanar, es proclamà campió del món de curses de muntanya amb la selecció catalana els anys 2007 i 2008. Com a representant de la selecció catalana, també va participar en l'Ultra-Trail du Mont-Blanc els anys 2009 i 2010. Les seves millors classificacions es troben en curses de muntanya i ultrafons com la Travessa Núria-Queralt del 2004, el 4t Trail Blanch de 50 km de Font-romeu el 2008 on quedà 3r en la classificació general i 1er en la seva categoria, o en la Travesera Integral Picos de Europa el 2011. En la cinquena edició de la Cursa de Muntanya de Llucena, de 28 quilòmetres, organitzada pel Club Esportiu i el Club Excursionista d'aquest mateix municipi, quedà en primera posició, amb un temps de 2.00.03. A la Marató de muntanya de Borriol, a la Plana Alta, el 2009 va quedar en segona posició, per darrere del segovià Raúl García Castán. L'any 2012 es classificà en primera posició a l'Ultra Trail Muntanyes de la Costa Daurada (UTMCD) i a l'Ultra Trail Coll de Nargó.